# Jules d'Andrimont
 (avril 2016).
Si vous disposez d'ouvrages ou d'articles de référence ou si vous connaissez des sites web de qualité traitant du thème abordé ici, merci de compléter l'article en donnant les références utiles à sa vérifiabilité et en les liant à la section « Notes et références ».
Jules d'Andrimont, né à Liège le 27 octobre 1834 et mort dans la même ville le 21 juillet 1891, est un homme politique belge et militant wallon. 

## Biographie
Ingénieur civil des Mines (1856), Henri-Julien (Jules) d’Andrimont-de Mélotte devient directeur du charbonnage du Hasard à la mort de son père et est élu conseiller communal de Liège en 1860. Il se lie d'amitié avec Léonie de Waha. Il devient bourgmestre en 1867 puis abandonne cette fonction en 1870 (tout en restant conseiller communal) où il devient député de Liège jusqu’en février 1878. Il siège alors au Sénat jusqu'à sa mort. Mais il est aussi à nouveau bourgmestre de Liège de 1885 à sa mort.
Il vise la promotion de sa ville, s'attache à développer les communications par chemin de fer, réprime les émeutes de 1885. Il assiste aux réunions de la Société liégeoise de littérature wallonne. Le 19 mai 1888, il sera l'un des premiers parlementaires wallons à s'exprimer en wallon au Sénat comme réplique aux lois linguistiques. Il s'oppose à la loi Coremans et adhère au Congrès wallon de 1890. Édouard Remouchamps lui dédicace l'un de ses écrits en ces termes « À Monsieur d’Andrimont / (…) / Qui a pris noss disfinse / Li disfinse dès Wallon… » et quand il meurt en 1891, la foule reprend la chanson de Sylvain Hertog : Adieu au Père des Wallons!
Il est inhumé au Cimetière de Robermont à Liège.